# Mozdok
Mozdok (rus: Моздо́к ; osseta: Мæздæг , Mæzdæg) és una ciutat i el centre administratiu del districte de Mozdoksky a Ossètia del Nord–Alania, Rússia, situada a la riba esquerra del riu Terek,  92 km al nord de la capital de la república Vladikavkaz. Segons el cens del 2010, la seva població era de 38.768 persones.

## Etimologia
El nom de la ciutat prové de мэз дэгу (mez dugu), una paraula kabardia que significa el bosc dens.

## Història
Durant el regnat de Caterina II l'exèrcit rus va començar a entrar en sòl circassià i Rússia va començar a construir forts en un intent d'annexionar-se ràpidament a Circàssia. El 1763, les forces russes van ocupar el poble de Mezdeug a la Circàsia oriental i van establir Mozdok com a fort rus, instal·lant les famílies dels cosacs del Volga a stanitsas al seu voltant. Així, va començar la guerra russo-circassiana.
El 1764, la sol·licitud dels líders kabardians al govern rus de destruir la fortalesa va quedar sense resposta. En els anys següents, els kabardians van intentar assetjar la ciutat, però finalment es van veure obligats a retirar-se. Amb la fundació de Mozdok, les autoritats russes van animar ossètes, georgians, armenis, cristians espirituals i altres cristians a poblar la ciutat. Aviat va sorgir com un lloc avançat militar rus clau vinculat a Kizlyar amb una línia fortificada, així com el centre del comerç local, la diversitat ètnica i l'intercanvi rus-caucàsic. El 1789, el 55,6% de la seva població era armènia i georgiana. L'assentament osseta va augmentar especialment a la dècada de 1820, quan el comandant rus Iermolov va començar a eliminar els kabardis de la zona de la carretera militar georgiana i a establir-hi ossets.
Desplaçant-se cap al sud des de Mozdok, Rússia va establir contacte amb l'est de Geòrgia a través del congost de Darial. Mozdok va romandre la terminal nord de la carretera militar georgiana que conduïa a Tbilisi fins que va ser succeïda per Vladikavkaz, fundada el 1784 a mig camí entre Mozdok i el pas de Darial. Durant l’Imperi Rus, la ciutat va ser la capital administrativa del Mozdoksky Otdel de l’oblast de Terek. A principis del segle xix, algunes famílies musulmanes ossètes de Digoria es van establir a Mozdok i hi van establir una comunitat musulmana de Digor que encara existeix avui dia.
Els germans Dubinin van crear el primer aparell de refinació de petroli del món a Mozdok el 1823.
El 23 d'agost de 1942, va ser conquerida per les tropes alemanyes durant Case Blue. Va ser reconquistada per l'Exèrcit Roig el 3 de gener de 1943.
El juny de 2003, un terrorista suïcida va colpejar un autobús ple de personal de la força aèria russa amb el seu cotxe. L'1 d'agost de 2003, un hospital militar de la ciutat va ser l'objectiu d'un terrorista suïcida que conduïa un gran camió bomba. L'edifici va quedar molt danyat i més de cinquanta persones van morir a l'explosió. Aquests atacs són només dos d'una sèrie d'atacs a les instal·lacions russes a Mozdok des de l'inici de la Segona Guerra Txetxena.

## Estatut administratiu i municipal
Dins el marc de les divisions administratives, Mozdok serveix com a centre administratiu del districte de Mozdoksky. Com a divisió administrativa, s'incorpora al districte de Mozdoksky com a ciutat sota jurisdicció del districte de Mozdok. Com a divisió municipal, la ciutat sota jurisdicció del districte de Mozdok s'incorpora al districte municipal de Mozdoksky com a assentament urbà de Mozdokskoye.

## Cultura
El Museu d'Estudis Regionals de Mozdok acull una gran varietat d'exposicions i artefactes relacionats amb la història de Mozdok.

## Demografia
| 1803  | 1825  | 1850  | 1856   | 1897  | 1913   | 1915   | 1923   | 1926   | 1931   | 1939   | 1959   | 1967   | 1970   | 1976   | 1979   | 1989   | 1992   | 1996   | 1998   | 2000   | 2002   | 2003   | 2005   | 2006   | 2007   | 2008   | 2009   | 2010   | 2011   | 2012   | 2013   | 2014   | 2015   | 2016   | 2017   | 2018   | 2019   | 2020   | 2021   | 2023   | 2024   |
| 4.097 | 4.209 | 6.680 | 10.000 | 9.300 | 20.200 | 11.955 | 10.840 | 14.000 | 15.500 | 19.081 | 25.611 | 31.000 | 32.350 | 34.300 | 34.394 | 38.037 | 39.300 | 39.100 | 39.200 | 39.300 | 42.865 | 42.900 | 41.800 | 41.300 | 40.800 | 40.500 | 40.383 | 38.768 | 38.698 | 39.089 | 39.232 | 39.432 | 40.042 | 40.564 | 41.409 | 41.728 | 42.155 | 42.039 | 36.784 | 35.662 | 35.203 |

A partir del 2002, la composició ètnica de Mozdok era la següent: 
- Russos: 62,7%
- Ossetes: 7,7%
- Armenis: 6,1%
- Kumyks: 4,6%
- Txetxens: 4,3%
- Kabardins: 3,2%
- coreans: 2,4%
- Altres: 9,0%

## Militars
Hi ha una base aèria prop de la ciutat. De 1961 a 1998, el 182è Regiment d'Aviació de Bombarders Pesats d’Aviació de Llarg Distància, que volava Túpolev Tu-95, hi va tenir la seu. La base aèria s'ha utilitzat per donar suport a les operacions militars a Txetxènia durant la Primera Guerra de Txetxènia, la Segona Guerra de Txetxènia i la Guerra russo-geòrgia. El juny de 2003, una dona suïcida va atacar un autobús que transportava pilots i altres membres del personal empleat a la base aèria de l'autopista Mozdok-Prokhladnoye, matant aproximadament 15 i ferint-ne 12.

## Persones notables
- Sergei Aslamazyan, va ser un violoncel·lista, compositor armeni soviètic, artista popular de la RSS d'Armènia (1945), guardonat amb el premi Stalin (1946).